# Zapadnoe Degunino
Il quartiere Zapadnoe Degunino (in russo Западное Дегунино?, Degunino occidentale) è un quartiere di Mosca sito nel Distretto Settentrionale.
Insieme al quartiere di Vostočnoe Degunino (Degunino orientale) deriva dall'inglobamento nel comune di Mosca del comune di Degunino, avvenuto il 17 agosto 1960. Nel suo territorio attuale sorgeva anche l'abitato di Businovo.
La più antica testimonianza scritta dell'esistenza di Degunino risale al 1331, dove compare nel testamento del principe Ivan I di Russia